# Senador Canedo
Senador Canedo es un municipio brasilero del estado de Goiás.

## Historia
El origen de Senador Canedo está relacionada con la ruta del hierro de la Red Ferroviaria Federal S/A. El crecimiento de la ciudad ocurrió gracias a la construcción de la ferrovía, y las primeras familias trabajadoras eran oriundas del estado de Minas Gerais y Bahia.
El nombre de la ciudad es un homenaje al senador Antônio Amaro da Silva Canedo, primer representante del estado de Goiás en escenario nacional. En 1953, el poblado fue elevado a la condición de distrito de Goiânia y en 1988, a Asamblea Legislativa de Goiás aprobó la emancipación del municipio, cuya principal actividad económica es la agropecuaria.
Se destaca también, actualmente, el polo petroquímico, con diversas empresas del sector situadas en la proximidad de la ciudad, entre otras Petrobrás.

## Geografía
Su población estimada por el IBGE en 2015 era de aprox. 102.000 habitantes. Actualmente es uno de los municipios que más crecen en el estado.

### Clima
Senador Canedo posee un clima tropical semi húmedo siendo caliente en la primavera y verano y ameno en el otoño e invierno. En el invierno las temperaturas mínimas pueden llegar a 10 °C. Sin embargo, las máximas pueden ser superiores a 27 °C. (Temperaturas típicas de un día de invierno: mín. 11 °C/máx. 28 °C). En primavera, son registradas las mayores temperaturas. Hay casos en que las temperaturas máximas pueden alcanzar o exceder los 37 °C. (Temperaturas típicas de un día de primavera: mín. 20 °C/máx. 35 °C). En el verano las temperaturas son más amenas: entre 19 °C y 29 °C. (Temperaturas típicas de un día de verano: mín. 20 °C/máx. 28 °C). En el otoño, varían entre 13 °C y 27 °C. (Temperaturas típicas de un día de otoño: mín. 14 °C/máx. 27 °C).

### Carreteras
Senador Canedo es accesada por las carreteras estatales: GO-020, GO-403 y GO-010.

## Economía
La principal actividad económica de la ciudad es el complejo petroquímico de la Petrobras e industrias relacionadas. Además del polo petroquímico, se destaca aun el sector comercial en amplia expansión, bien como la expansión de los emprendimientos imobiliarios.

## Administración
- Prefecto: Vanderlan Vieira Cardoso (2005/2012)
- Viceprefecto: Túlio Sérvio Barbosa Coelho